# 岡田塾
岡田塾（おかだじゅく）は、かつて存在した学習塾の事業を行う日本の企業。

## 概要
1970年、創立。スパルタ塾として知られるようになり、中学・高校受験教育を通して「やればできる。できるまでやる」を掲げ、厳しい指導を行う。
1990年代にはテレビで塾の特番が定期的に放送されており、理事長である岡田吉弘はテレビ大阪で放送されていた『中高受験塾』といったレギュラー番組を持つなど、テレビに出演する事も多かった。
しかし、後に脱税が発覚し、塾の経営状況に陰りが見え始める。末期には理事長の息子で副理事長の岡田功に代替わりをするも2015年に閉校となる。
2019年、岡田塾が入居していた千島ビルが解体される。跡地には、アーバネックス京町堀というマンションが建っている。

## 特徴
前述のようにスパルタ塾として知られた塾で、かつては生徒に対する体罰が日常的に行われていた。
年度初めには正座の仕方を指導した。
また、志賀高原での合宿中には雪の上で正座をさせることもあった。
遠方から通う塾生も多かったのが特徴で、大阪府外から通う塾生も少なく無かった。それを懇談会でよく話をしていた。
その為、塾生には帰宅時に自宅へ電話連絡する事が義務付けられていた。
塾は大阪市淀屋橋にあった。当初はチェーン展開も検討されていたが、「手作り教育をモットーにチェーン店化しない」という方針から、塾生は上記の通り淀屋橋周辺だけでなく大阪府内外各地から会場に通学し、通常は18時からの開塾するところを13時（土・日・祝日は10時）から解放。塾と学校の宿題を行い、子供たちがそれをノートにまとめているかどうかをチェックするところから授業が実質的に始まる。18時に開塾してからは、前回の復習をテスト形式で行い、間違ったところは決してそれでほったらかさず、講師により完全に理解できるまで復習のやり直しを徹底的に展開。その後塾による授業を2時間受け、さらに自習形式で最大23時まで復習を行い勉強に全面的に集中できるように整えていた。

## クラス
小学1～3年生は、低学年親子ゼミという親子で授業を受ける形式が採用されており、学年に関係なくA、B、C（Aが一番上）の3クラスに振り分けられる。
小学4～6年生を対象としたクラスも、学年に関係なく学力でクラス分けが行われており、Ⅰ、Ⅱ、Ⅲ、Ⅳ（Ⅳが一番上）の4クラスに振り分けられるが、年度によってはⅡAやⅡB（この場合はⅡAの方が上）など更に細かくクラス分けが行われる事もあった。Ⅲクラス以上が中学受験を対象としたクラスになる。
中学部は学年ごとにクラス分けが行われており、基本科（後に廃止）、本科、スーパーといったクラス分けとなっていた。

## 合宿
この塾を語る上で最も特徴的なのが合宿で、長野県の志賀高原で行われていた。
学校が長期の休校時期に入る、春、夏、冬の年3回行われており、朝と夕方に授業が行われ、夜に行われるテストで合格点に達しないと、再テストで合格するまで眠る事ができなかった。
日中は春と冬はスキー、夏は高原で遊んだり山道を歩くなどのイベントが行われるため、非情に体力を消耗する内容であった。なお小学6年生と中学3年生の冬休み合宿の参加者については、例外として入試を意識した集中講義と模擬試験を行うためスキー合宿には参加させなかった。
またあえて合宿期間も1週間以上にわたり展開、勉強だけに限らず、生活習慣も自分の手で積極的に進めるため、部屋の掃除・片付け、整理整頓などの管理も自己管理させ、最終的に自らで考えて行動できるように目指していた。

## 著書
- スパルタ塾長の受験のむこうに夢がある―目覚めろ!親よ、教師よ（2004年1月、産経新聞ニュースサービス）[3]

## 著名な卒業生
- 松永玲子
- 清水康志